# 尚博尔 (瓦兹省)
尚博尔（法語：Chambors，法語發音：[ʃɑ̃bɔʁ]）是法国瓦兹省的一个市镇，属于博韦区。

## 地理
尚博尔（49°15'38"N, 1°48'58"E）面积6.65 平方千米，位于法国上法蘭西大區瓦兹省，该省份为法国北部内陆省份，北起索姆省，西接厄尔省和滨海塞纳省，南至塞纳-马恩省和瓦兹河谷省，东临埃纳省。
与尚博尔接壤的市镇（或旧市镇、城区）包括：日索尔、德兰库尔、拉坦维尔、特里堡。

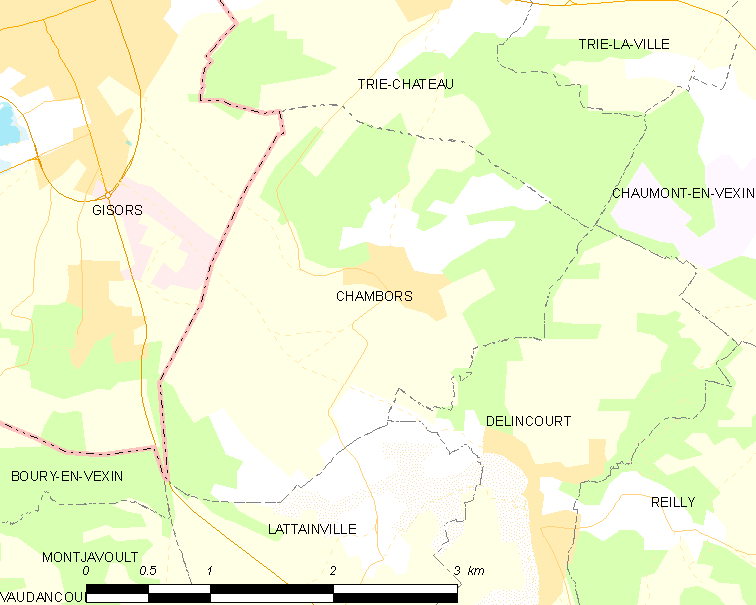
的OSM定位图

尚博尔的时区为UTC+01:00、UTC+02:00（夏令时）。

## 行政
尚博尔的邮政编码为60240，INSEE市镇编码为60140。

## 政治
尚博尔所属的省级选区为韦克桑地区肖蒙县。

## 人口

1962-2008年间人口变化图示

尚博尔于2022年1月1日时的人口数量为303人。